# 羅本立
羅本立（1927年3月14日—2018年12月15日），中華民國陸軍一級上將退役，生於安徽省合肥市，後居於臺灣臺北市大安區，病逝世於臺北市，為1996年台海危機與1997年精實案時的參謀總長，曾任總統府戰略顧問、參謀總長、聯勤總司令、三軍大學校長、陸軍副總司令、陸軍六軍團司令、三軍大學陸軍學院院長、陸軍69軍長、陸軍十軍團參謀長、陸軍109師長、陸軍官校學指部指揮官等重要軍職。
於1996年台海危機時任參謀總長坐鎮指揮全國軍事著有戰功，因而獲前中華民國總統李登輝頒發青天白日勳章。

## 生平
羅本立於1947年考進陸軍軍官學校第22期（在大陸結訓的倒數第２期），1949年畢業任官，在第二次國共內戰時為前線基層部隊軍官。隨著中華民國政府遷臺之後，他陸續於臺灣的陸軍步兵學校初、高級班、陸軍指揮參謀大學正規班、三軍大學戰爭學院將官班深造，並在中華民國陸軍中歷任連長、營長、旅長、陸軍軍官學校指揮官、參謀長、師長、軍長、陸軍指揮參謀學院院長、陸軍第六軍團司令、陸軍副總司令、陸軍軍官學校校長、聯勤總司令等重要軍職。
羅本立於1995年7月年升任參謀總長並晉陞陸軍一級上將，成為政府遷台以來目前唯一非陸、海、空任一軍種總司令出身的參謀總長，1996年台海飛彈危機時為坐鎮指揮的最高將領，其間多次前往金門、馬祖等前線視察，鼓舞守軍士氣。在上任後，推動精實案，改造中華民國國軍。1998年3月卸職，獲頒青天白日勳章乙座，並任中華民國總統府戰略顧問。
2005年9月，因為礙於中華民國現役軍人不得前往大陸地區的法令限制，想要回安徽祭祖與探親的羅本立主動申請卸下戰略顧問與中華民國陸軍一級上將終身職職位，成為第一位非因出任文人職務需要而退伍的一級上將。2006年4月清明節間，羅本立返回安徽肥東縣祭祖。
2018年12月15日下午1點5分，羅本立病逝臺北三軍總醫院，享耆壽91歲。2019年1月4日，中華民國總統蔡英文明令褒揚。褒揚令於15日公祭奠禮中頒贈。
褒揚令原文如下：

　　總統府前戰略顧問、國防部前參謀總長陸軍一級上將羅本立，英毅恂齊，謇正惇謹。少歲國步艱難，抗日烽火連天，迺蓄志從戎，投身陸軍軍官學校，礱磨錘鍊，擐甲披袍。旋於廣東陽江、白海戰役，遏阻赤焰臨逼，抵禦共軍進襲，秉忠竭智，奮勇當鋒。來臺後，歷任旅、師、軍長、陸軍總司令部副總司令、三軍大學校長及聯合勤務總司令部總司令等職，復入陸軍指揮參謀大學與三軍大學戰爭學院將官班潛脩，籌策防衛戰術方針，提升軍事研習水準；督飭國防科技發展，厚實戰備演訓能量，砥兵礪伍，迭膺重寄。尤以國防部參謀總長任內，遭遇彼岸飛彈恫嚇危機，馳赴金馬前線巡察，穩定臺海動盪局勢；計議部隊組織編整，興革後勤武裝配置；推動國軍精實要務，深化國際戰略思維，龍韜訏謨，躬蹈矢石。曾獲頒寶星、景風、弼亮暨青天白日勳章等多座勳獎章殊榮。綜其生平，成五十載豐功偉績之稱譽，立半世紀護國安邦之盛業，勳猷碩望，楷範昭垂。遽聞鶴齡歸真，曷深軫悼，應予明令褒揚，用示政府崇禮耆勳之至意。

總　　　統　蔡英文　　　　

行政院院長　賴清德　　　　

## 荣誉

### 中华民国勋章奖章
- 青天白日勋章（1998年3月2日于台北总统府颁授[4]）

## 家庭
羅本立的長子羅法平於1963年出生，退伍後赴美攻讀MBA，1991年畢業回台，進入中央信託局負責房屋貸款與工商授信業務，隔年華視業務部招聘職員，他便進入一心嚮往的電視台工作。但他無心從軍，大學念的是航海系，曾搭船環遊世界，後來又跨足影視圈創立鑫盛影視，他說自己是「理工男搞文創」。

## 外部連結
- . 國軍歷史文物館. 2013-01-16  [2015-10-09]. （原始内容存档于2020-07-26）.

| 军职           | 军职                                                 | 军职        |
| -------------- | ---------------------------------------------------- | ----------- |
| 中華民國國防部 |                                                      |             |
| 前任： 劉和謙  | 中華民國參謀總長 第十五任 1995年7月1日－1998年3月4日 | 繼任： 唐飛 |